# Ichi-go ichi-e

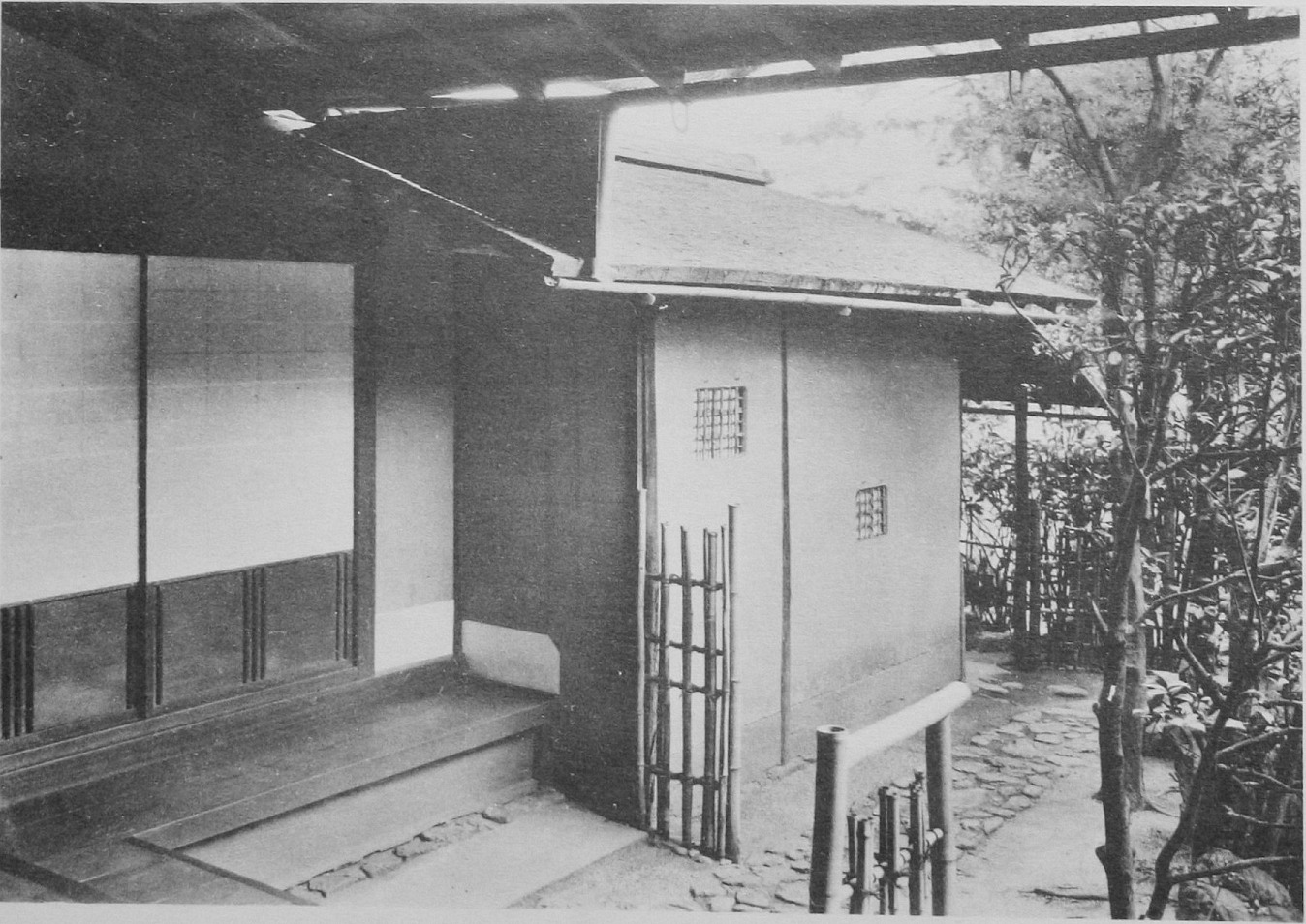
Theehuis van Sen no Rikyu

Ichi-go ichi-e (Japans: 一期一会, IPA: [t͡ɕi.ɡo it͡ɕi.e], letterlijke vertaling: één keer, één bijeenkomst) is een Japans idioom bestaande uit vier karakters, een zogenaamde yojijukugo, dat het culturele concept beschrijft van het koesteren van de onherhaalbare aard van een moment. De term wordt ook vertaald als "enkel voor nu" en "één keer in een leven". De term herinnert men om elke bijeenkomst waar zij deel van uitmaken te koesteren, wetende dat geen enkel moment kan worden herhaald, zelfs niet wanneer dezelfde groep mensen op dezelfde plek samenkomt, zo'n moment kan nooit worden herhaald en dus is elk moment een enkel-voor-nu-moment. Het concept wordt meestal geassocieerd met de Japanse theeceremonie en dan met name met: Sen no Rikyu en Li Naosuke.

## Geschiedenis
De term kan worden teruggevoerd naar een uitdrukking gebezigd door theemeester Sen no Rikyu: "één kans in een leven" (Japans: 一期に一度, romaji: ichigo ni ichido). Rikyu's leerling Yamanoue Sōji instrueert de lezer in zijn kroniek 山上宗二記 (romaji: Yamanoue Sōji ki) om respect te geven aan de gastheer, "als ware het een bijeenkomst die slechts één keer in een leven zou kunnen plaatsvinden." (Japans: 一期に一度の会のように, romaji: ichigo ni ichido no e no yō ni). 'ichigo' is een boeddhistische term dat "van geboorte tot overlijden" betekent; oftewel: één levensduur. Later, halverwege de 19e eeuw, Li Naosuke, hoofdadministrateur van Tokugawa-shogunaat, wijdde nog uit over het concept in een boek over theeceremonies genaamd (Japans: 茶湯一会集, Romaji: Chanoyu Ichie Shū).

Veel aandacht dient te worden besteed aan de theebijeenkomst, waarover we kunnen spreken als een "één keer, één bijeenkomst (Ichigo, ichie). Ook al zullen de gastheer en de gasten elkaar vaak zien, de ontmoeting van één dag kan nooit meer exact worden herhaald. Op deze wijze bekeken, is de bijeenkomst inderdaad een enkel-voor-nu-moment. De gastheer dient daarom in alle oprechtheid, de grootste zorg te besteden aan elk aspect van de bijeenkomst en door zijn volledige toewijden een soepel verloop van de bijeenkomst te garanderen. De gasten op hun beurt dienen te begrijpen dat de bijeenkomst niet opnieuw kan plaatsvinden en dienen eveneens — waarderend hoe perfect de gastheer het heeft gepland — oprecht deel te nemen. Dit is wat wordt bedoeld met: "één keer, één ontmoeting".
—  Li Naosuke, uit Chanoyu Ichie Shū

Deze passage van Li Naosuke vestigde de yojijukugo, 一期一会, het idioom bestaande uit vier karakters, zoals het tegenwoordig bekend is.

## In populaire cultuur
- De term is de favoriete uitspraak van Hiro Nakamura in de NBC-serie Heroes.
- De Indiase premier Narendra Modi gebruikte de term om de ontmoetingen tussen India en Japan te beschrijven tijdens zijn staatsbezoeken op 11 november 2016.[3]